# Нёрдлинген

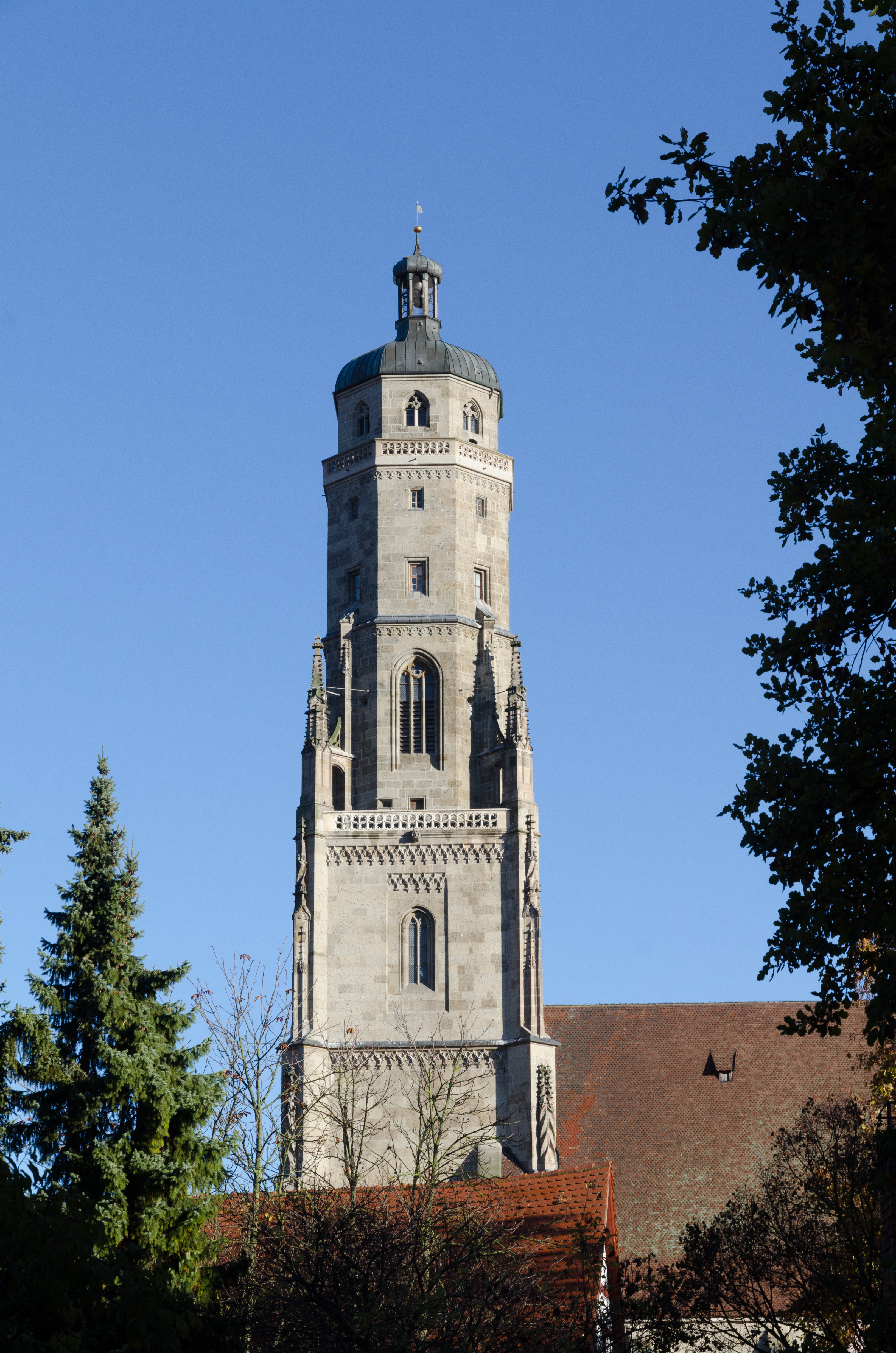
«Даниэль» — колокольня церковь святого Георга (Нёрдлинген), построенная из импактных пород кратера Рис (XV век)

Нёрдлинген (нем. Nördlingen) — город в Германии, в земле Бавария. Районный центр.
Подчинён административному округу Швабия. Входит в состав района Донау-Рис. Население составляет 19 023 человека (на 31 декабря 2010 года). Занимает площадь 68,10 км². Официальный код — 09 7 79 194.
Расположен в юго-западной части ударного кратера Нёрдлингенский Рис. Один из трёх городов Германии, который имеет полностью сохранившиеся городские стены (два других — Ротенбург-на-Таубере и Динкельсбюль).
В городе расположены Баварский музей железной дороги, Городской музей, Музей городской стены и Музей кратера Рис.

## История

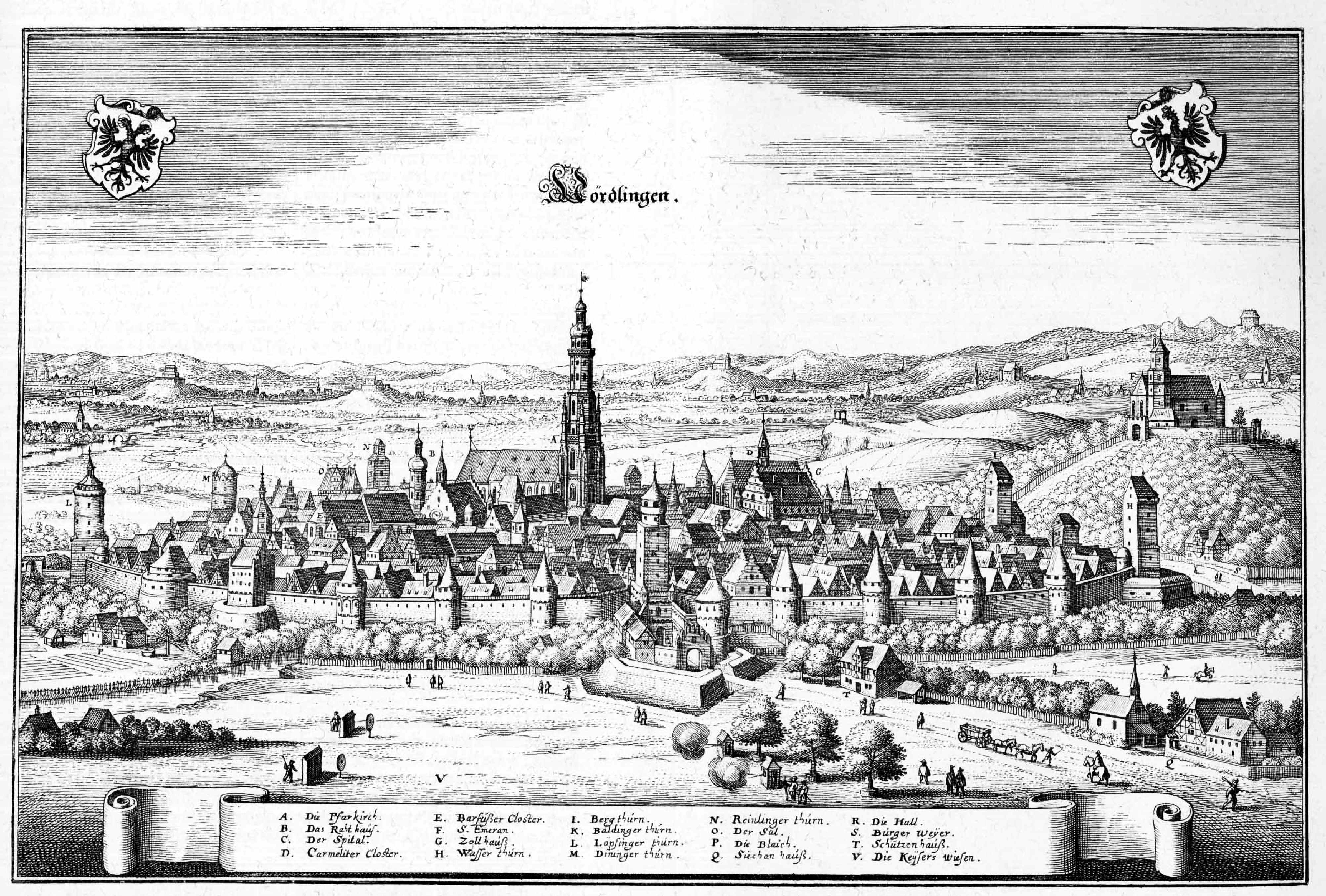
Нёрдлинген около 1650 г.

Нёрдлинген был одним из первых протестантских городов и принял участие в акции протеста в Шпейере в 1529 году.
Город был местом двух сражений во время Тридцатилетней войны (в 1634 и в 1645).
В 1802 году Нёрдлинген по заключительному постановлению имперской депутации перестал быть свободным имперским городом, войдя в состав Баварии.

## Личности, связанные с городом
- Роберт Бейшлаг (1838—1903) — немецкий живописец.
- Герд Мюллер — выдающийся немецкий футболист, чемпион мира и Европы, обладатель золотого мяча и золотой бутсы.

## Города-побратимы
- Маркем
- Оломоуц
- Рьом
- Уогга-Уогга
- Штольберг